# 扎托卡 (亞沃里夫區)
49°51′15″N 23°40′30″E / 49.85417°N 23.67500°E
扎托卡（烏克蘭語：Затока），是烏克蘭的村落，位於該國西部利沃夫州，由亞沃里夫區負責管轄，面積0.87平方公里，海拔高度285米，2001年人口436，人口密度每平方公里470.59人。